# Ethnologue
Ethnologue: Languages of the world is een overzicht van alle talen op de wereld (ruim 6900). Het overzicht groeit nog steeds omdat door linguïstisch onderzoek nog steeds nieuwe talen geïdentificeerd worden.
De eerste publicatie van de Ethnologue in 1951 door grondlegger Richard S. Pittman bevatte 46 talen, zijn zevende editie in 1969 telde er al 4493. Onder redactie van Barbara F. Grimes groeide de lijst vervolgens naar meer dan 6800 talen. In de zeventiger jaren is de lijst in een databasesysteem gegoten en sinds 2000 is deze ondergebracht bij SIL International en kan deze inmiddels ook online worden geraadpleegd.

## Taalcodes
Een belangrijk aspect van de Ethnologue is dat elke geclassificeerde taal gekoppeld is aan een eigen drie-letterige code, ook wel bekend als de SIL-code.

## Kritiek
Omdat de grondleggers en SIL International erg duidelijk hun geloofsovertuiging uitdragen ontvangt de Ethnologue weleens kritiek, vooral daar waar het om de classificatie van talen gaat met een Bijbelse achtergrond. Aan de andere kant ontvangen de samenstellers ook veel lof voor het opnemen van zo veel mogelijke alternatieve namen voor geclassificeerde talen, ongeacht of die door sommigen als politiek incorrect of beledigend worden ervaren.